# Casa al carrer Joaquim Vayreda, 24 (Olot)
La casa al carrer Joaquim Vayreda, 24 d'Olot (Garrotxa) és una obra historicista inclosa a l'Inventari del Patrimoni Arquitectònic de Catalunya.

## Descripció
És una casa entre mitgeres de principi del segle xx. Disposa de planta baixa, pis superior i àtic reculat afegit posteriorment. La part més notable és la planta baixa amb un ampli portal central, amb reixa superior per la ventilació i una finestra a cada costat. Aquestes tres obertures varen ser finament decorades amb estuc i recorden dues cases entre mitgeres situades al carrer Vilanova. La porta té un arc lobulat i altres decoracions de fullatges, així com un àngel al damunt. Les decoracions tenen baranes amb fullatges estilitzats i guardapols, amb caps d'àngels per mènsules. A la part superior d'aquestes es veuen decoracions de fullatge i escut amb la creu central.

## Història
Olot, a principi del segle xx, va viure uns moments de puixança ciutadana. Entre 1900 i 1902 se celebra la important exposició Regional olotina de Belles Arts, Indústries Artístiques, Arts Femenines i Indústria Comarcal. L'any 1911 s'inaugura el Carrilet d'Olot a Girona.
Manuel Malagrida fa tirar endavant la creació d'una ciutat-jardí a l'espai comprès entre el passeig de Barcelona i el riu Fluvià. Als carrers propers a l'eixample (Vilanova, Vayreda, etc.) es van fer edificis importants com la casa Masramon i d'altres amb decoracions notables, bé que no tindran les pretensions d'aquelles aixecades en ple eixample.